# Pardela-de-cauda-curta
A pardela-de-cauda-curta ou pardela-da-tasmânia  (Ardenna tenuirostris), também conhecida como bobo-de-cauda-curta, é uma espécie de ave, a mais abundante em águas australianas. É uma das poucas espécies de aves nativas da Austráĺia que são capturadas para uso comercial.
É uma espécie migratória que se reproduz essencialmente em pequenas ilhas do Estreito de Bass e na Tasmânia, e que migra para o Hemisfério norte, para o Verão boreal. É considerada ave vagante no Brasil pelo Comitê Brasileiro de Registros Ornitológicos.
Parece ser uma espécie próxima de Puffinus griseus e Puffinus gravis, ambas de bico preto e cauda arredondada, mas suas relações precisas ainda são algo obscuras (Austin, 1996; Austin et al., 2004). Estas espécies são de dimensões relativamente elevadas e poderão mesmo pertencer a um género distinto, Ardenna (Penhallurick & Wink, 2004).
Cada um dos progenitores alimenta a cria durante 2 a 3 dias e depois ausenta-se por algumas semanas à procura de comida. Estas viagens à busca de comida podem cobrir distâncias de até 15 mil km. Quando as crias estão aptas a voar podem pesar mais que os próprios progenitores, pesando cerca de 900 g. Na Tasmânia e especialmente nas ilhas do Grupo Furneaux, as crias são recolectadas com vista à obtenção de óleo e de comida.
A cada Inverno austral, estas aves migram para os mares das Ilhas Aleutas e da Península de Kamchatka. No Verão austral, viajam até à costa da Califórnia, antes de atravessarem o Pacífico de volta à Austrália.